# Мамедов, Мирза Рагим оглы
Мирза Рагим оглы Мамедов (азерб. Mirzə Rəhim oğlu Məmmədov; 1909, село Сиоди, Ленкоранский уезд — 1973, Баку, Азербайджанская ССР) — талышский советский педагог и государственный деятель Азербайджанской ССР.

## Биография
Родился в 1909 году в бедной талышской крестьянской семье в селе Сиоди, Ленкоранского уезда (ныне село Сийов, Лерикского района, Азербайджана).
Отец Мамедова работал на рисовых полях, из-за тяжелой жизни в 1916 году отец Мамедова решает переехать и перебирается в аул Бильбиля под Сураханами. В Бильбиля отец Мирзы подрабатывал чернорабочим на нефтяных промыслах. С детства общался на талышском языке, в виду чего Мирзе было тяжело в чуждой языковой среде нового места жительства.
После Мартовских событий 1918 года, семья Мамедовых решила вернуться обратно в родную деревню Сиоди. Старший брат Мирзы, Нури был отдан в батраки продавцу из хлебной лавки. В селении Сиоди работы было ещё меньше, в 1919 году отец Мирзы умирает от истощения, а чуть позже умирает мать от голода, и ещё через месяц умер младший брат Мирзы. Оставшись без родителей работал пастухом и в возрасте 11 лет решился разыскать старшего брата, 40 километров прошёл до Ленкорани, а оттуда тайком на пароходе поплыл в Баку. Отыскал там старшего брата, брат устроил его посыльным, таскать воду и продукты с базара. В возрасте 13 лет решил торговать ирисками, но дело измотало юного коммерсанта. Позже старший брат решает отвезти его в детдом №1 в Баку. Только в пятнадцать лет научился немного читать по азербайджански и его послали в школу в первый класс.
В 1925 году Мамедов принимается в ряды комсомола, после чего в 1926 году становится старшим вожатым в одном из пионерских отрядов детдома №2 в Баку.
В 1932 году окончил Академию коммунистического воспитания имени Н. К. Крупской.
С 1932 года по 1937 год состоял в ЦК ЛКСМ Азербайджана, а также работал редактором в журналах «Гяндж большевик» («Молодой большевик») и «Пионер».
С мая 1937 года по февраль 1938 года первый секретарь Ленкоранского райкома партии.
В 1938 году во времяⅠсессии Верховного Совета РСФСР Мирза готовил речь с которой хотел выступить на сессии, в речи говорилось о кошмарном прошлом трудящихся Азербайджана, об угнетении феодалами населения. Хотел рассказать, что принадлежит к маленькому народу, живущему на юге Азербайджана. "Нас немного, всего сто тысяч, - хотел сказать он, - чувствовали мы себя хуже всех остальных трудящихся Азербайджана. Ведь мы были национальным меньшинством в национальном меньшинстве". Также Мамедов хотел поведать о своем детстве, гибели семьи, батрачестве. Но подобные речи были у других соседей и много времени отняло бы заслушать всех и речь Мамедова осталась непроизнесенной.
С 1938 года по 1942 год народный комиссар просвещения АзССР. С первых же дней на новой должности начал разбирать имеющиеся ошибки, устанавливать четкие обязанности своим подчиненным. В школьных библиотеках совершенно не было русской литературы, в этом направлении Мамедов провёл огромную работу. Мирза Мамедов начал строительство 36 новых школ, открыл курсы по подготовке учителей по русскому языку.
С 1942 года по 1944 год секретарь ЦК КП Азербайджана.
В 1942 году отправлен в дипломатическую командировку в Иран. С 1944 года по 1946 год работал вице-консулом в Иране.
После возвращения из Ирана в 1946 году, занимал различные посты в Бакинском горкоме партии, Министерстве торговли АзССР и Совете Министров Азербайджанской ССР.
В 1954 году в республике создано министерство просвещения и на пост министра назначен Мирза Мамедов. Мамедов был предан своему делу и внёс большой вклад в общее развитие образования, учебно-материальную базу школ, детских садов и начальных школ.
В 1959 году назначен на должность директора Азербайджанского научно-исследовательский института образования.
Автор большого количества научных статей и трудов — самые известные из них: «Развитие обязательного образования в Азербайджанской ССР», «Методика Азербайджанского языка» и «Методика преподавания литературы в Азербайджане».
Депутат Совета Национальностей Верховного Совета СССР I созыва от Азербайджанской ССР по Ленкоранскому округу. Многократно избирался депутатом Верховного Совета Азербайджанской ССР. Член ЦК КП Азербайджана с 1942 по 1944 и с 1960 по 1961 год.
Скончался 5 мая 1973 года в городе Баку. Похоронен на Второй Аллее Почетного Захоронения в городе Баку.

## Награды
- Орден Трудового Красного Знамени
- Орден «Знак Почёта»